# Чердабаев, Равиль Тажигариевич
Равиль Тажигариевич Чердабаев (род. 1940, пос. Доссор, Макатский район, Атырауская область) — государственный и общественный деятель Казахстана, публицист.
Выпускник Московского института нефтехимической и газовой промышленности имени И. М. Губкина (1966), Высшей партийной школы при ЦК КПСС (1975). Доктор экономических наук (1998), профессор, академик Международной академии минеральных ресурсов, член-корреспондент Международной (1997) и академик Республиканской (2004) инженерных академий, академик Экономической академии Евразии. Автор ряда книг и научных публикаций.

## Краткая биография
- Трудовую деятельность в нефтегазовой отрасли Республики Казахстан начал в 16 лет, пройдя путь от слесаря (1956) до главного инженера Доссорского АРЗ комбината «Эмбанефть» (1968).
- В 1968—1970 — 1-й секретарь Новоузенского райкома ЛКСМ Казахстана.
- В 1970—1973 — 1-й секретарь Атырауского обкома ЛКСМ Казахстана.
- В 1975—1977 — 1-й секретарь Махамбетского райкома КП Казахстана.
- В 1977—1987 — 1-й секретарь Атырауского горкома КП Казахстана.
- В 1987—1989 — заместитель главного инженера по техническим вопросам ПО «Тенгизнефтегаз».
- В 1989—1990 — 1-й секретарь Жанаозенского горкома КП Казахстана.
- В 1990—1991 — заместитель председателя облисполкома Атырауской области.
- В 1992 (февраль) — 1993 (март) — 1-й заместитель акима Атырауской области
- В 1993 (апрель) — 1994 (май) — Первый директор казахстанско-американского совместного предприятия «Тенгизшевройл» с казахстанской стороны.
- В 1994 (июнь)—1994 (октябрь) — Первый Министр нефтяной и газовой промышленности независимой Республики Казахстан.
- В 1994—1999 — Аким Атырауской области.
- С 1999—2003 — Чрезвычайный и полномочный посол Республики Казахстан на Украине и в Республике Молдова.
- В 2003—2004 — Посол по особым поручениям Министерства иностранных дел Республики Казахстан, Специальный Представитель Казахстана на международных переговорах по вопросам правового статуса Каспийского моря
- В 2004—2007 — депутат Мажилиса Парламента Республики Казахстан.
- С 2007 года председатель совета директоров АО «АЛД Консалтинг».

Депутат Верховного Совета Казахской ССР 10, 11 созывов.
Член политсовета партии «Нур Отан».
Чрезвычайный и полномочный посол Республики Казахстан.
Председатель Попечительского совета Общественного фонда развития культуры «Алдонгар».
Полковник запаса
- В 2020 году в рамках издательской серии Общественного фонда "Мунайшы" имени Н.А. Марабаева "Қазақ мұнайының ардақтылары" ("Ветераны казахстанской нефти") вышла биография Р.Т. Чердабаева "Первый министр нефти. Равиль Чердабаев" под авторством Мейржана Курманова. Предисловие к книге написал казахский общественный деятель, поэт, писатель Олжас Сулейменов.

## Книги и публикации
«Каспий», Астана: ОФ «Алдонгар», 2015, Серия "Нефтяное наследие"
«Нефть Казахстана. Вековая история», Астана: ОФ «Алдонгар», 2012, Серия "Нефтяное наследие"
«Нефть: вчера, сегодня, завтра», Москва: Юнайтед Пресс, 2010, Второе дополненное издание
«Нефть: вчера, сегодня, завтра», Алматы: ОФ «Алдонгар», 2009, Серия "Нефтяное наследие"
«Формирование и внешнеэкономическая деятельность нефтегазового комплекса Казахстана», Москва, 1997
«Пути формирования рыночных отношений и создания условий саморазвития нефтегазового комплекса Республики Казахстан», Алматы: Галым, 1995
и другие
Более 120 научных статей и публикаций

## Награды и звания
- 2025 (26 мая) — Орден «Отан» один из высших орденов Республики Казахстан;
- Орден «Барыс» 1 степени за особые заслуги в нефтегазовой отрасли в честь 120-летия казахстанской нефти из рук президента РК Касым-Жомарта Токаева (5 сентября 2019 года)[1][2]
- Орден «Парасат» (Казахстан)
- Орден «Курмет» (Казахстан)
- Орден «Трудового Красного Знамени» (СССР)
- Орден «Знак Почёта» (СССР)
- Юбилейная медаль «25 лет независимости Республики Казахстан» (2016)[3]
- 10 медалей (Казахстан)
- Почётная грамота Сената Парламента (Казахстан)
- Орден «За заслуги» III степени (15 октября 2003 года, Украина) — за весомый личный вклад в развитие украинско-казахских отношений[4]
- Орден Святого апостола Андрея Первозванного 2-й степени (УПЦ, Украина)
- Орден Святого князя Константина Острозького 1-й степени (УПЦ, Украина)
- Почетный Энергетик Украины
- Заслуженный работник нефтегазовой отрасли Республики Казахстан
- Заслуженный сотрудник дипломатической службы Республики Казахстан
- Почетный гражданин городов США: Балтимор (1982) и Даллас (1992)
- Почетный гражданин Атырауской области, г. Атырау, Макатского и Махамбетского районов Атырауской области Республики Казахстан